# Comunicazione interculturale
La comunicazione interculturale è un dialogo tra culture diverse che si rivela efficace quando entrambe le parti sono disponibili e pronte ad ascoltare. 
A livello individuale, la comunicazione interculturale offre numerosi benefici, come l'arricchimento del proprio bagaglio culturale. Per questo motivo, molti programmi scolastici includono ore di conversazione con insegnanti madrelingua. Anche i programmi universitari si arricchiscono di progetti di scambio, promuovendo ulteriormente l'interazione tra culture.
Ascoltare e comprendere le tradizioni, gli usi e i costumi di popoli diversi favorisce la cooperazione a livello mondiale, contribuendo all'apertura mentale delle persone coinvolte in questo tipo di comunicazione.
A livello nazionale e internazionale, la comunicazione interculturale si fonda principalmente sulla collaborazione reciproca e sulla stipulazione di accordi, spesso di natura economica, tra diversi paesi. Ciò contribuisce a ridurre il rischio di conflitti e tensioni tra le nazioni.

## La comunicazione interculturale e i problemi
Negli ultimi anni, questa forma di comunicazione ha assunto un'importanza crescente grazie ai processi di globalizzazione, che facilitano gli scambi culturali su scala mondiale. La collaborazione e il dialogo tra culture diverse hanno subito una notevole espansione a diversi livelli: a livello locale, ad esempio, attraverso la solidarietà reciproca delle comunità di diverse etnie spesso presenti nelle grandi metropoli; a livello nazionale, con iniziative volte a favorire l'integrazione di immigrati, e, a livello internazionale, attraverso la creazione di enti e istituzioni come l'ONU, che hanno come obiettivo la cooperazione e il mantenimento di un dialogo pacifico tra stati e culture diverse.
Negli ultimi anni, il multiculturalismo e l'idea di stabilire contatti con persone provenienti da paesi stranieri, spesso con tradizioni culturali, sociali e religiose differenti dalle proprie, si sono sviluppati anche grazie all'avvento del web, della posta elettronica, dei social network e della moda. Questi strumenti permettono di stabilire contatti tra individui che vivono anche molto distanti tra loro. Questa metodologia viene utilizzata nelle scuole tramite scambi culturali, viaggi o lezioni di lingua e civiltà tenute da persone native del luogo, facilitando così per i bambini l'acquisizione di una mentalità aperta e la comprensione e accettazione delle diverse etnie sin dalla giovane età.
I problemi di comunicazione interculturale sorgono invece quando individui di culture diverse fraintendono le intenzioni reciproche, il che può portare al mancato raggiungimento dell'obiettivo comunicativo. I malintesi tra persone che non condividono la stessa cultura sono episodi frequenti in questo ambito, e spesso i soggetti coinvolti nell'interazione non si accorgono del fraintendimento finché non si trovano di fronte a una mancata comprensione.

## La competenza comunicativa
La competenza comunicativa è un'abilità fondamentale che consente di identificare la strategia migliore per far comprendere ciò che desideriamo esprimere a un interlocutore di cultura o lingua diversa dalla nostra. Il raggiungimento dell'obiettivo comunicativo si verifica quando il nostro interlocutore riesce a decodificare il messaggio che gli abbiamo inviato attraverso i vari mezzi di comunicazione a nostra disposizione. 
Questa abilità implica anche una conoscenza approfondita delle diverse culture. Ad esempio, in Cina ruttare a tavola è considerato un segno di apprezzamento per il pasto, mentre in Italia è visto come maleducazione. Pertanto, è essenziale che gli argomenti trattati e i termini utilizzati siano appropriati e rispettosi, evitando espressioni discriminatorie. Questo è particolarmente importante in contesti in cui si interagisce con ideologie e valori differenti.

## La multietnicità
Spesso la parola interculturalità viene utilizzata come sinonimo di multietnicità. Questo accade perché la comunicazione e la collaborazione tra individui, associazioni o stati con culture diverse non avvengono solo a distanza, ma si manifestano anche all'interno di una stessa società multietnica. Quest'ultima comprende soggetti provenienti da paesi diversi che convivono all'interno dello stesso territorio. La multietnicità è un fenomeno particolarmente evidente nelle grandi città, dove sempre più frequentemente vivono persone provenienti da paesi molto diversi e lontani tra loro. Quando si parla di multietnicità e interculturalità, ci si riferisce a ambiti molto ampi che coinvolgono coinvolgono cultura, religione, lingua, usanze e orientamenti giuridici.

## Sintesi
La comunicazione interculturale, la competenza comunicativa e la multietnicità sono interconnesse in un contesto globale sempre più complesso e diversificato. La comunicazione interculturale si fonda sulla capacità di interagire efficacemente con persone di culture diverse, facilitando il dialogo e la comprensione reciproca. In questo processo, la competenza comunicativa gioca un ruolo cruciale, poiché permette di adattare le proprie strategie comunicative alle specificità culturali dell'interlocutore. 
Ciò implica non solo la scelta di un linguaggio appropriato, ma anche una profonda conoscenza delle norme e delle consuetudini culturali, che possono variare significativamente da una società all'altra.In un contesto multietnico, dove individui di diverse origini convivono all'interno della stessa comunità, la necessità di una comunicazione interculturale efficace diventa ancora più evidente. 
Le interazioni quotidiane tra persone di culture diverse richiedono un approccio sensibile e consapevole, capace di superare le barriere linguistiche e culturali. La multietnicità non è semplicemente una condizione demografica; è un'opportunità per arricchire il tessuto sociale attraverso il dialogo e l'integrazione. 
Pertanto, sviluppare competenze comunicative adeguate è essenziale per promuovere una convivenza armoniosa e produttiva in società sempre più diversificate. In questo modo, la comunicazione interculturale diventa non solo uno strumento di interazione, ma anche un mezzo per costruire relazioni significative e durature tra culture diverse.